# Viva Comet 2011
Czwarta gala rozdania polskich nagród muzycznych Viva Comet Awards odbyła się 24 lutego 2011 roku, w warszawskiej Hali Expo XXI. Została zorganizowana przez muzyczną stację telewizyjną Viva Polska, gdzie była transmitowana na żywo. Podczas rozdania, wręczone zostały statuetki w dziesięciu kategoriach, w tym dwóch nowych względem poprzednich edycji – Płyta Roku i Najlepsze na viva-tv.pl. Galę uświetnili swoimi występami nominowani wykonawcy, m.in. Doda, Ewa Farna, Prosto Mixtape, Pewex, czy Robert M. Głosowanie, w którym wygranych wybrali internauci, odbywało się od 17 stycznia do 23 lutego 2011 na oficjalnej stronie plebiscytu. Najwięcej, bo aż 4 statuetki zdobyła Ewa Farna, a tylko jedną mniej Robert M.
26 lutego program został powtórnie emitowany, na antenie TVP 2.

## Nominacje
| Twardy Zawodnik (Artysta Roku)                                                                                   | Królowa Balu (Artystka Roku) |
| --- | --- |
| - Robert M - Mrozu - Stachursky - Tede                                                                           | - Doda - Agnieszka Chylińska - Ewa Farna - Kasia Cerekwicka                                                                                      |
| Zgrana Paczka (Zespół Roku)                                                                                      | Gruby Przytup (Charts Award) |
| - Afromental - Kombii - Monopol - Volver                                                                         | - Ewa Farna – Ewakuacja - 21 Allstars – "Powinnaś być ze mną" - Monopol – "Zodiak – na melanżu" - Robert M – "Superbomb"                         |
| Dobrze Zrobiony (Image Roku)                                                                                     | Gorący Towar (Płyta Roku) |
| - Ewa Farna - Afromental - Candy Girl - Marina                                                                   | - Ewa Farna – Ewakuacja - Robert M – Gold - Tede – FuckTede/Glam Rap - Volver – 10 historii o miłości                                            |
| Jest Lans (Debiut Roku)                                                                                          | Tele Zwidy (Teledysk Roku) |
| - Robert M - HiFi Banda - Marina - Pewex                                                                         | - Ewa Farna – Ewakuacja - Afromental – "Rock & Rollin' Love" - Prosto Mixtape – "I żeby było normalnie" - Tede featuring Mrozu – "Pali się dach" |
| Cyfrowy Kocur (Dzwonek Roku)                                                                                     | Odpał (Najlepsze na viva-tv.pl) |
| - Robert M – "Dancehall Track" - 21 Allstars – "Powinnaś być ze mną" - Kalwi & Remi – "Kiss" - PeWeX – "Dziunia" | - Viva i przyjaciele – "Muzyki moc" - Afromental – "Rock & Rollin' Love" - Robert M – "Superbomb" - Stachursky – "Dosko"                         |
| Nagrody specjalne                                                                                                | |
| za choreografię                                                                                                  | za całokształt |
| - Agustin Egurrola                                                                                               | - Inna |

Źródło:

### Statystyki
| Najwięcej nominacji: - 6: Robert M - 5: Ewa Farna - 4: Afromental - 3: Tede - 2: 21 Allstars, Marina, Monopol, Mrozu, PeWeX, Stachursky, Volver - 1: Agnieszka Chylińska, Candy Girl, Doda, HiFi Banda, Kalwi & Remi, Kasia Cerekwicka, Kombii, Prosto Mixtape, Viva i przyjaciele | Najwięcej nagród: - 4: Ewa Farna - 3: Robert M - 1: Afromental, Doda, Viva i przyjaciele |

## Wykonawcy

### Pre-show
- 3R
- Stachursky – "Kocham cię, kochanie moje"

### Gala
- Afromental – "Rock&Rollin' Love"
- Doda – "Kill Me Babe"/"Bad Girls"
- Ewa Farna – "Ewakuacja"
- Ewa Farna i Tede – "Wielkie cicho" (mash-up "Wielkie joł" i "Cicho")
- Inna – "10 Minutes"/"Sun Is Up"
- Monopol
- Mrozu (featuring Tede) – "Wait Up"/"Pali się dach"
- PeWeX – "Dziunia"
- Prosto Mixtape – "I żeby było normalnie"
- Robert M – "Dancehall Track"/"Superbomb"
- Stachursky – "Dosko"
- Volver

Źródło: